# Насельск (гмина)
Насельск (пол. Nasielsk) — гмина (волость) в Польше, входит как административная единица в Новодвурский повет (Мазовецкое воеводство), Мазовецкое воеводство. Население — 19 138 человек (на 2004 год).

## Демография
| Перепись                       | Всего   | Всего | Женщины | Женщины | Мужчины | Мужчины |
| ------------------------------ | ------- | ----- | ------- | ------- | ------- | ------- |
| Единицы                        | человек | %     | человек | %       | человек | %       |
| Население                      | 19 138  | 100   | 9684    | 50,6    | 9454    | 49,4    |
| Плотность населения (чел./км²) | 94,5    | 94,5  | 47,8    | 47,8    | 46,7    | 46,7    |

## Сельские округа
1. Александрово
2. Андзин
3. Борково
4. Бронинек
5. Буды-Сенницке
6. Цегельня-Псуцка
7. Хехнувка
8. Хлебётки
9. Хрцынно
10. Цексын
11. Чайки
12. Домброва
13. Дембинки
14. Добра-Воля
15. Глодово-Вельке
16. Яцково-Дворске
17. Яцково-Влосцяньске
18. Яскулово
19. Контне
20. Кендзежавице
21. Конары
22. Косево
23. Крогуле
24. Кшички-Пенёнжки
25. Кшички-Шумне
26. Кшички-Жабички
27. Лелево
28. Лёрцин
29. Любомин
30. Любоминек
31. Мальчин
32. Мазево-Дворске-А
33. Мазево-Влосцяньске
34. Менкошин
35. Менкошинек
36. Могово
37. Мокшице-Дворске
38. Мокшице-Влосцяньске
39. Морги
40. Нова-Весь
41. Нова-Врона
42. Нове-Песцироги
43. Новины
44. Нуна
45. Паулиново
46. Пяново
47. Пнево
48. Пневска-Гурка
49. Попово-Борове
50. Попово-Полудне
51. Попово-Пулноц
52. Псуцин
53. Рушково
54. Сенница
55. Слустово
56. Старе-Песцироги
57. Студзянки
58. Торунь-Дворски
59. Торунь-Влосцяньски
60. Вонгродно
61. Викторово
62. Винники
63. Забоже
64. Жабичин

## Соседние гмины
1. Гмина Йонец
2. Гмина Нове-Място
3. Гмина Помехувек
4. Гмина Сероцк
5. Гмина Сверче
6. Гмина Винница
7. Гмина Закрочим